# Ercheia mahogonica
Ercheia mahogonica là một loài bướm đêm trong họ Noctuidae.